# 3 î.Hr.
Anul 3 î.Hr. (III î.Hr.) a fost un an obișnuit al calendarului iulian.

## Nașteri
- 24 decembrie: Galba (Servius Sulpicius Galba), împărat roman, din 68 (d. 69)